# 陳華 (1920年)
陳華（1920年9月18日—1955年7月26日），生於浙江省平陽縣，為臺灣白色恐怖時期政治受難者，涉及鄭臣嚴等叛亂案，1950年被判處有期徒刑15年，並於1951年5月送往綠島新生訓導處感訓。1953年7月，被以不服管訓解送回保安處偵訊，1954年10月被判處死刑，並於1955年7月執行槍決。

## 生平

### 鄭臣嚴等叛亂案
1920年出生於浙江省平陽縣，畢業於浙江大學。1949年來臺參加臺灣省社會處主辦的社會科學研究班，當時擔任心理學課程講師的于非（原名朱芳春），被政府情治機構認為是叛亂組織「新民主主義青年同盟」的主要組成份子，陳華被控在心理學課程結束後，被吸收參加青年同盟所成立的讀書會，與鄭臣嚴、王隆煜、吳作樞、林範、龍道典等人，負責蒐集軍事政治消息及港口要塞資料，秘密活動從事進行「和平運動解放臺灣」。
1950年1、2月間，年僅29歲的陳華在臺中菸葉試驗所擔任職員，被臺灣省保安司令部保安處及臺灣省警務處以「搜集地方消息及吸收優秀人士參加組織」為由逮捕，後解送至臺灣省保安司令部審判。同年5月，該部軍法處以「共同意圖以非法之方法，變更國憲，顛覆政府，而著手寔行之共同正犯」的罪名起訴，依照檔案紀載，初判法官考量陳華是被鄭臣嚴煽動而盲目附和參加，犯罪情節較輕，判處有期徒刑12年。6月，國防部將判決結果呈報總統府核定，但被認為應該從嚴處理，而加重刑責，法官因此於6月23日改判為有期徒刑15年。1951年5月17日，陳華被移送至臺東縣綠島鄉的新生訓導處接受感訓教育，接受思想及勞動改造。平時受政治幹事、分隊長、同受訓的「新生」（受刑人）監視，被新生訓導處列為「頑劣新生」。:130-133

### 綠島新生訓導處再叛亂案
1953年2月，第一中隊新生齊維城等人提出舉辦「一人一事良心救國」運動，而新生訓導處則想藉此運動來驗證「新生」們接受感訓教育的成效，因此採自由參加方式，但該處管理階層背後卻採取利誘和脅迫方式，希望新生積極參與。然而，多數新生卻選擇消極拒絕參加該項活動，以致活動成效不彰，失敗收場。事後，新生訓導處認為因陳華等人利用各種手段阻饒，才會導致該項運動成果不如理想。同年4月10日，又發生南寮抬煤罷工事件，陳華提出罷工事件是抗議新生勞逸不均所導致的，但對新生訓導處管理階層而言，罷工事件代表陳華由消極抵抗轉為明顯的對抗，所以決定將陳華移送法辦。7月1日，陳華等人被以不服管訓的「頑固新生」、「非法活動新生」名義，解送回保安處偵訊，新生訓導處處長姚盛齋同時在陳華的處理意見欄中建議｢司令部審訊處以極刑｣。:125-128、134
陳華押入保安處看守所後，所方運用關押同牢房的新生歐文化等人蒐集陳華的不利言論，並進行嚴密搜查「罪證」，如在傅如芝熱水瓶底搜穫陳華等21名名單、陳華等人於10月1日中共國慶時互相檢討批評各人優劣點之總結論、「中共鬥爭史」小筆記、「社會進化史」小筆記各一冊等資料，陳華因此從不服感訓的「頑固新生」變成「共產黨員」。保安處據此資料進行偵訊，將陳華認定為研究共產黨理論，並在獄中發展組織關係，而於1954年2月移交軍法處審判。:135-141
1954年3月，軍法處軍事檢察官提訊陳華等人，此時陳華供詞與保安處偵訊筆錄已大不相同，表示遭受保安處刑求誣陷，並無研究共黨理論、發展組織等事情。但軍事檢察官仍不採信陳華的供詞，認定陳華等人意圖以非法之方式顛覆政府而著手實行，而將陳華等人依《懲治叛亂條例》第二條第一項提起公訴。4月傳喚出庭訊問時，陳華對保安處供詞提出解釋，並於4月29日提出書面報告申訴，內容概要：1.並無破壞新生訓導處所舉辦的一人一事良心救國運動；2.並無非法研究共黨理論，研讀皆是獄方規定准閱之書籍，以此為不法行為是加罪於他；3.並無發展組織，一同從綠島送回保安處的新生，皆來自不同隊，多數不相識，在保安處嚴密管理下，如何能發展組織以及作非法活動？且評論眾人優劣點的小冊子及小組討論是陳華虛構的，目的為取悅異性（傅如芝）；4.勸誘衛兵｢陣前起義｣一事，是受重刑之餘，情緒不穩，遭受保安處看守柯萬進誘騙寫出「陣前起義」文字。:141-147
雖然陳華在審判前提交申訴報告，也不斷地在答辯訴說保安處偵訊筆錄是在刑求之下亂說的、虛構的，但審判長周咸慶於1954年10月20日，以陳華承認與傅如芝秘密通信，並傳遞「青年修養」、「中共鬥爭史」摘要、「社會進化史」摘要、「匪歌」、「匪詩」，並煽動看守等理由，認為陳華屢次教育他人共產黨理論，鼓勵他人反抗政府，及煽惑軍人背叛等行為，已達到「意圖以非法之方法顛覆政府而著手實行」之程度，依法判處死刑。臺灣省保安司令部將判處陳華等人死刑的結果上陳國防部，國防部於1955年2月28日呈報總統府，總統蔣介石於5月6日核定，7月26日於新店安坑刑場執行槍決。

### 平反
1999年其弟陳首傑向財團法人戒嚴時期不當叛亂暨匪諜審判案件補償基金會申請補償，2000年12月經第二屆第一次臨時董事會議通過予以補償。促進轉型正義委員會於2019年2月27日，公告撤銷陳華等人判決處分。